# Freedom 251
Freedom 251とはインドのリンギング・ベルズによるスマートフォンで世界最安値である251ルピー（420円相当）で予約が受け付けられた。
しかしインド人民党のキリト・ソマイヤは、このスマートフォンはインチキでプロモーションはポンジ・スキームだと主張している。

## プロモーション
251ルピーで買えるのは2016年2月18日から21日までオンラインで予約した人のみが対象であり、予約受付初日に注文が殺到しサイトがダウンした。メーカーによれば通常価格は500ルピーになるとしている。
また、2016年6月に50洛叉のスマートフォンを発売する計画もある。予約サイトがダウンした原因は251ルピーでの提供数が3万のみと希少だったためである。

## 論争と批判
Indian Cellular Association (ICA)はこのスマートフォンは本当に251ルピーで販売できるのか疑い、ラヴィ・シャンカール・プラサッド通信相に介入を求めた。ICAによれば、販売助成金があっても3,500ルピー以下で販売することは無理ではないかとしている。また、政府閣僚が製品発表会に出席したことに対しても懸念を示している。
ナラヤナン・マーダヴァンがヒンドゥスタン・タイムズに書いた記事によれば、広告パートナーがいる取引でしか実現できない価格だとしていて、一度にかなり多数の売上と使用がないと採算が成り立たないとしている。
2016年2月20日、リンギング・ベルズの事務所が製品がインド規格局の認定を受けていないことで政府当局の家宅捜索を受けた。
複数のコメンテーターは詐欺だと主張していて、このスマートフォンは中国メーカーのスマートフォンに白いカバーを掛けたもので、ディスプレイにあるアイコンもアップルのiPhoneからコピーしたものでないかとし、さらにこのスマートフォンを注文しても確認メールが来なかったとしている。インド人民党のキリト・ソマイヤもリンギング・ベルズを「ポンジなインチキ企業による詐欺」と断じており、通信相やインド電気通信規制庁やその他複数の閣僚に捜査を働きかけた。これらの疑惑を受けて、電子決済企業のPayUBizはこのスマートフォンが発送されるまでリンギング・ベルズへの送金を保留することを決めた。
通信相は内部調査後、このスマートフォンは2,300から2,400ルピー以下では採算が取れないと発表した。